# Museo Pío IX
El Museo Pio IX es un museo ubicado en Senigallia. El museo recoge algunas obras de artes que estuvieron en posesión del papa Pío IX y su familia, la familia Mastai Ferretti.

## Sede e historia
El Museo se encuentra en el Palazzo Mastai Ferretti, donde nació Pío IX bajo el nombre Giovanni Maria Mastai Ferretti. La familia Mastai Ferretti se había establecido en Senigallia en 1557. Posteriormente el palacio perteneció a varias familias, entre ellas los Augusti o  los Augusti Arsilli. Años después volvió a manos de los Mastai y a finales del siglo XIX vivió allí la última familia, la Bellegarde provenientes de Saint Lary, Francia.
El museo fue inaugurado en 1892 y en 1896 se elaboró un catálogo de las obras. Muchas de ellas se vendieron en una subasta en Milán y el museo se cerró. El palacio en sí fue subastado y adquirido por el arzobispo de Nueva York en 1909. Posteriormente fue concedido perpetuo enfiteusis a la diócesis de Senigallia. Fue reabierto en 1927, pero el tercer piso del edificio fue demolido debido a los graves daños causados por el terremoto de 193.; Otras fallas estructurales fueron causadas por el terremoto de 1972. Tras las restauraciones, el museo fue reabierto el 8 de febrero de 1976, enriquecido con nuevos contenidos de interés tanto histórico como artístico.

## Salas y obras
La biblioteca está ubicada en la planta baja del edificio y las habitaciones del primer piso albergan obras de arte, mobiliario y objetos que pertenecieron al pontífice.
La primera sala, conocida como la «Sala de Representaciones», donde tuvieron lugar las recepciones y ceremonias de las familias Mastai Ferretti y luego de las familias Augusti Arsilli y Bellegarde. Está decorado con 17 lienzos que representan episodios del Antiguo Testamento, 4 sibilas y un autorretrato del autor de las pinturas, el pintor Giovanni Anastasi, natural de Senigallia y conocido en su provincia entre es siglo XVII y XVIII. También hay tres cofres de la escuela de Marche del mismo período, cuya decoración se ha atribuido recientemente a Giovanni Anastasi.
La segunda sala es conocida como «de la amnistía», de hecho hay dos lienzos con el texto , en referencia a la amnistía del 16 de julio de 1846. El mobiliario de la época muestra varios objetos utilizados por Pío IX, entre ellos algunas vestiduras litúrgicas y el techo decorado con estuco es el único del edificio que no sufrió daños por el fuerte terremoto del 30 de octubre de 1930.
La «sala de viajes» contiene pinturas que representan escenas de los viajes del Papa, y la siguiente «sala de la mesa de medallas» presenta una colección de medallas conmemorativas del pontificado, que duró treinta y dos años. La sala se completa con numerosas pinturas de 1500-1700, un crucifijo de marfil y una maqueta de la columna colocada en 1856 en la Piazza di Spagna, en honor a la Inmaculada Concepción.
La cama con dosel y la ropa utilizada durante sus estancias en Senigallia se conservan en la habitación natal del Papa, y presenta algunas pinturas con retratos de Pío IX y su familia.
A través de un pasillo en el que se exhiben documentos sobre el pontificado, se ingresa a la pequeña capilla, en el altar está la pintura de la Madonna dei Sassoferrato .
En la última sala se recogen las medallas conmemorativas, las medallas conmemorativas y las monedas emitidas por la Casa de Moneda de los Estados Pontificios en 1846 y 1878.